# Шлиссельбург (линейный корабль, 1751)
«Шлиссельбург» — парусный линейный корабль, а затем госпитальное судно Балтийского флота Российской империи, один из кораблей типа «Пётр Второй», участник Семилетней войны, в том числе осады Кольберга.

## Описание судна
Один из девятнадцати парусных 54-пушечных линейных кораблей типа «Пётр II», строившихся с 1724 по 1768 год на верфях Архангельска и Санкт-Петербурга. Всего в рамках серии было построено девятнадцать линейных кораблей.
Длина корабля по сведениям из различных источников составляла 43,57—43,6 метра, ширина от 11,6 до 11,7 метра, а осадка от 5,1 до 5,5 метра. Вооружение судна составляли 54 орудия, включавшие восемнадцати-, восьми- и четырёхфунтовые пушки, а экипаж состоял из 440 человек.

## История службы
Линейный корабль «Шлиссельбург» был заложен на Соломбальской верфи 24 августа (4 сентября) 1749 года и после спуска на воду 28 апреля (9 мая) 1751 года вошёл в состав Балтийского флота России. Строительство корабля вёл корабельный мастер майорского ранга И. В. Ямес.
С июня по август 1751 года совершил переход из Архангельска в Ревель. С 1752 по 1756 год принимал участие в практических плаваниях эскадр кораблей Балтийского флота в Финском заливе и Балтийском море. 30 июля (10 августа) 1752 года также участвовал в торжественном открытии канала Петра Великого в Кронштадте.
Принимал участие в Семилетней войне. В кампанию 1756 года находился в составе отряда кораблей под командованием капитан-командора С. И. Мордвинова, состоявшего помимо «Шлиссельбурга» из линейного корабля «Наталия» и четырёх фрегатов. Отряд 9 (20) сентября ушёл из Ревеля и до 14 (25) октября находился в крейсерском плавании между островом Готланд и Данцигом, целью которого было воспрепятствование транспортировке прусских войск.
В 1757 году ходил из Ревеля к берегам Пруссии для блокады Данцига, Мемеля и Пиллау, при этом с 29 апреля (10 мая) по 17 (27) августа входил в состав эскадры контр-адмирала В. Ф. Люиса, а с 11 (22) сентября по 28 октября (8 ноября) — в состав отряда вице-адмирала А. И. Полянского. В кампанию следующего 1758 года 8 (19) июня покинул Ревель и в составе эскадры вице-адмирала А. И. Полянского ушёл в крейсерское плавание в Балтийское море. В том же году совершил плавание в Копенгаген. С 9 (20) июля по 29 августа (9 сентября) принимал участие в операции соединённого русско-шведского флота по блокаде пролива Зунд, осуществлявшейся с целью закрыть вход английскому флоту в Балтийское море. 5 (16) октября корабль пришёл в Кронштадт.
С июля по август 1759 года находился в составе эскадры, перевозившей русские войска из Кронштадта в Данциг, при этом при выходе эскадры в море 25 июля (5 августа) сел на мель у форта Кроншлот. Однако, сняв часть грузов с корабля, команде удалось самостоятельно снять его с мели, и корабль догнал эскадру. В кампанию следующего 1760 года с 29 июля (9 августа) по 15 (26) августа совершил переход к Кольбергу, где с 17 (28) августа по 8 (19) сентября в составе отряда принимал участие в бомбардировке крепости. 10 (21) сентября погрузил на борт войска, в составе эскадры ушёл от Кольберга и 18 (29) сентября пришёл в Ревель, а затем перешёл в Кронштадт.
В кампанию 1761 года с 13 (24) июня по 19 (30) июля находился в составе эскадры, доставившей из Кронштадта к Рюгенвальде русские войска. После высадки войск, корабль ушёл к Кольбергу и присоединился к его морской блокаде. 10 (21) сентября сентября во время шторма корабль получил повреждения, из-за которых был вынужден уйти в Кронштадт. В кампанию следующего 1762 года был переоборудован в госпитальное судно и с июля по сентябрь перевозил из Пиллау в Кронштадт больных и раненых солдат, а также армейское имущество.
В 1764 году принимал участие в практическом плавании эскадры кораблей Балтийского флота в Финском заливе до острова Готланд. 2 (13) июля принимал участие в показательном сражении в заливе Рогервик, за сражением с берега наблюдала императрица Екатерина II.
Корабль «Шлиссельбург» был разобран в Кронштадте в 1765 году.

## Командиры корабля
Командирами линейного корабля «Шлиссельбург» в разное время служили:
- капитан 3-го ранга Г. Якушкин (1751 год)[8];
- капитан-лейтенант А. Бенинг (1752 год)[комм. 6][15];
- лейтенант О. Степанов (1753 год)[16];
- капитан-лейтенант А. И. Секерин (1754 год)[17];
- капитан 3-го ранга Д. Эвери (1755 год)[комм. 6][18];
- капитан 3-го ранга М. Жидовинов (1756 год)[19];
- капитан-лейтенант И. Трофимов (1757 год)[20];
- капитан 2-го ранга М. Жидовинов (1758 год)[19];
- капитан 3-го ранга А. В. Елманов (1759 год)[21];
- капитан 3-го ранга М. А. Борисов (1760 год)[21];
- капитан 3-го ранга Н. Пушкин (1761 год)[22];
- капитан 3-го ранга И. Т. Голенищев-Кутузов, меньшой (1762 год)[23];
- капитан 2-го ранга С. П. Хметевский (1764 год)[24].

### Комментарии
1. ↑  Также в серию входили линейные корабли «Пётр Второй» (головной корабль проекта), «Выборг», «Новая Надежда», «Северная Звезда», «Азов», «Астрахань», «Святой Андрей», «Кронштадт», «Святой Пантелеймон», «Святой Исаакий», «Святой Николай», «Азия», два корабля «Нептунус» 1736 и 1758 годов постройки, два корабля «Город Архангельск» 1735 и 1761 годов постройки и два корабля «Варахаил» 1749 и 1752 годов постройки.
2. ↑  143 фута.
3. ↑  38 футов.
4. ↑  16 футов 7 дюймов.
5. ↑  В некоторых источниках указывается дата постройки корабля 28 апреля (9 мая) 1752 года, однако есть сведения о плаваниях корабля в 1751 году.
6. 1 2  Англичанин на русской службе.